# Styloleptus infuscatus
Styloleptus infuscatus es una especie de escarabajo longicornio del género Styloleptus, tribu Acanthocinini, subfamilia Lamiinae. Fue descrita científicamente por Fisher en 1932.

## Descripción
Mide 5,6 milímetros de longitud.

## Distribución
Se distribuye por República Dominicana.